# يا مسافر وحدك (أغنية)
يا مسافر وحدك أغنية من ألحان وغناء محمد عبد الوهاب (1901 - 1991) وكلمات حسين السيد (1916 – 1983). صدرت الأغنية عام 1942 في فيلم ممنوع الحب إخراج محمد كريم، وبطولة محمد عبد الوهاب ورجاء عبده. الأغنية من مقام نهاوند.

## خلفية الأغنية
أضافت شركة «مزيكا» المملوكة للمنتج محسن جابر حديث للموسيقار محمد عبد الوهاب قبل أغنيته «يا مسافر وحدك» يتحدث عن الأغنية ويقول: «أنا عملتها تقريبا متطورة جدا، لدرجة أني أدخلت فيها الصاجات الاسبانيولية، اللي راحت إلى الأندلس عن طريق»زرياب «المغني والموسيقي الكبير»، ويتابع ليشرح تحول الصاجات النحاسية العربية إلى «الكستانيت» أو الصاجات الخشبية الاسبانية، وان العود العربي كان أصل كل الجيتارات، وحدث في الأندلس تغيير شامل في الموسيقى بسبب ذلك.  

## الجدل حول الأغنية
قدمت قناة «العربية» في برنامج «صباح العربية» 27 أبريل 2017 فقرة أسبوعية تحت عنوان أغاني خالدة، أعدها المحرر الفني جميل ضاهر عن أغنية يا مسافر وحدك وقارنها بأغنية يونانية عنوانها «كم أنا آسفة Poso Lipame» للمغنية صوفيا فيمبو Sofia Vempo صدرت عام 1939، وكتب ناقد موسيقي سوري: «ثلاثة ملحنين اشتركوا في هذه الأغنية، قدم اللحن اليوناني كوستاس يانيديس بالثلاثينات حوله عبد الوهاب من فالس إلى إيقاع أسباني».
كتب موقع «المدن»: إن لحن الأغنية هو في الأصل للمغنية اليونانية صوفيا فيمبو (1910 - 1978) غنت اللحن نفسه بكلمات يونانية في فيلم «السماء تبكي» عام 1939، من ألحان الموسيقار اليوناني كوستاس يانيديس، واللافت أن صوفيا التي قيل إنها صاحبة أغنية «يا مسافر وحدك» الأصلية، شاركت العام 1938 في فيلم «اللاجئة»، وهو فيلم باللغة اليونانية، أخرجه المصري توجو مرزاحي، وهذا يزيد الالتباس حول الأغنية.
أجاب عبد الوهاب عن النقل والاقتباس والتأثر في حوار مع المذيعة ليلى رستم في "ماسبيرو" وقال: "أولاً نحذف من اعتبارنا النقل لأن الناقل أنا أشبّهه كالمترجم وحتى أقل من المترجم من وجهة نظري ونتكلم في الفن أنا أعتبر الفن هو تفاعل مش عزلة، وإن الفنان المتطور ما يصحش إنه يسجن نفسه جوا خواطره وإنه لازم يفتح أبوابه لكل التيارات الفنية بيلتقطها ويهضمها ويضيف عليها، وأضاف: "بعد كده يطلعها لنا في ثمر جديد زي الابن يأخذ من الأم والأب لكن في الواقع هو في ذاته مخلوق جديد، وزي عود الورد وعود البرسيم مثلاً الاثنين يتسقوا من مية واحدة وعايشين على أرض واحدة ومع ذلك عود الورد بيهضم غذاؤه ويطلع عود ورد والثاني عود برسيم"، واستطرد في رده: "أنا في رأيي إن الفنان لازم يتزود من كل ما حواليه، ويأخذ ده جواه ويهضمه والمهم في ذلك إنه يضيف إليه شيء من نفسه ويطلعه لنا في ثمر جديد بعد كده تسميه اقتباس نسميه تأثر نسميه مثل ما نسميه لكن ده هو الفن في نظري"، وعن التيارات التي تأثر بها قال: "أسمع موسيقى غربية كتير جداً، لأن سماع الموسيقي للموسيقى زي الكاتب ما يقرأ يعني لما الكاتب ما يقراش لغيره ما يتفتحش لازم يقرأ وحتماً هذه القراءة حترسخ منها أشياء هو يحبها"، كما ذكر أنه يسمع موسيقى الجاز.
جاء في فيلم «حليم» للمخرج شريف عرفة، وفي حوار بين عبد الوهاب وهو يتحدث إلى عبد الحليم وينصحه قائلا: «لازم تسمع موسيقى مختلفة من كل حتة.. ده ساعدني أنا كتير في الموسيقى بتاعتي»، ونشاهد عبد الحليم يتذكر ذلك لاحقا ويستمع إلى أغنية «فتى الطبيعة Nature Boy»  للمغني الأسود الأمريكي «نات كينغ كول» Nat King Cole الصادرة عام 1952.

## سليم سحاب يدافع عن عبد الوهاب
التشكيك في قدرات الملحن إما تصريحاً أو تضميناً خلف مصطلحات أخرى، وهذا دفع الموسيقار والباحث سليم سحاب للدفاع في أكثر من منبر عن عبد الوهاب لا سيما بعد إصدار "اليونسكو" عام 1979 قائمة تتضمن 13 عملاً قالت إن عبد الوهاب أخذها من موسيقى غربية، وكتب سحاب في المجلة الدورية الصادرة عن جامعة الدول العربية حانقاً: "منذ أن أصدرت منظمة اليونسكو بجناحها العربي في سنة 1979 لائحة تضم 13 أغنية لمحمد عبد الوهاب متهمة إياه بسرقة ألحانها من أعمال موسيقية غربية وأنا أتناول هذا الموضوع في إطاره الموسيقي فقط بالكتابة عما اقتبسه الموسيقيين الغربيين الكبار بعضهم عن بعض رجوعاً في التاريخ إلى يوهان سباستيان باخ (1685-1750) أب الموسيقى الكلاسيكية الغربية الحديثة الممتدة من القرن السابع عشر إلى أيامنا هذه.

## نسخ مختلفة للأغنية
قام عدد غير محدود من المغنيين بأداء أغنية «يا مسافر وحدك»، ومن أهمهم:
نجاة الصغيرة وهي التي وصفها عبد الوهاب قائلًا: «صاحبة السكون الصاخب»، وفي عام  1949، قدم شكوى رسمية في مركز شرطة ضد والد نجاة، ادعى فيها أنه يعرقل العملية الطبيعية لنمو صوتها، حيث انها في السنوات العشر الأولى من مسيرتها الغنائية، كانت تقلد المطربين الآخرين، خاصة أم كلثوم، واعتبرتهُ عائلتها «تدريبًا»، وكان عبد الوهاب يرى أن تترك وحدها لتتطور بشكل طبيعي دون تلك التدريبات، وكان يرى  أن أعماله وألحانه كانت أكثر أمانًا مع نجاة. كانت نجاة من أكثر المطربات اللواتي خصهن عبد الوهاب بألحانه، وغنت بعد رحيله بعام واحد، أغنية «يا مسافر وحدك».
قدمت الأغنية ايضًا وردة الجزائرية ، وشيرين عبد الوهاب  والسورية أصالة نصري بمصاحبة رامي صبري ومرة أخرى بمصاحبة صابر الرباعي. غناها ايضًا السوري صفوان بهلوان  وكارول سماحة  وأحمد جمال  ونسرين قدري  ومحمد محسن  وغادة رجب بمصاحبة المغني اللبناني هاني العمري ومرة أخرى بمصاحبة ماجد المهندس.
قدمت الأغنية المغنية التونسية المقيمة ببلجيكا غالية بن علي، وكتب موقع مصراوي في أغسطس 2018: «أحيت المطربة التونسية غالية بن علي حفلها بمسرح المحكى 1 في ثانى أيام فعاليات مهرجان القلعة الدولي السابع والعشرين للموسيقى والغناء الذي تنظمه دار الأوبرا المصرية، داخل قلعة صلاح الدين، واستهلت غالية الحفل بأغنية يا مسافر وحدك التي تفاعل معه الجمهور مع أول اطلالة لها على المسرح».
قدمت الأغنية السورية ميس حرب  على مسرح دار الأوبرا بدمشق عام 2004.
قدمت الأغنية على مسرح ساقية عبد المنعم الصاوي «ياسمين» في أغسطس 2017، وعبد الرحمن محمد في مايو 2017.
غناها أيضا صفوان العابد الفنان سوري وأحد رواد الطرب الحلبي في سوريا والعالم العربي، وتمتد قائمة من تغنى بأغنية «يا مسافر وحدك» لتشمل: أمير دندن ، واللبنانية فابيين ضاهر، وجنات ، ومحمد الشرنوبي، ولبنى برياق ، وسعد رمضان، وخالد سليم، وليندا بيطار السورية، وديمة قندلفت السورية وأمل عرفة السورية.

## ميراث عبد الوهاب
حصل محمد عبد الوهاب علي الدكتوراة الفخرية من أكاديمية الفنون، ووسام الاستقلال الليبي عام 1955، وحصل علي الميدالية الذهبية من معرض كلولوز عام 1962، ووسام الاستقلال من سوريا عام 1970، وجائزة الدولة التقديرية عام 1971، ونيشان النيل عام 1973، ويعتبر هو أول موسيقي في العالم العربي وثالث فنان في العالم يحصل علي «الأسطوانة البلاتينية» المقدمة له من مجموعة شركاتA M T عن مبيعات أغانيه، وتم تكريمه بإنشاء متحف يحتوي على معظم مقتنياته الخاصة وهو يقع بجوار معهد الموسيقى العربية في القاهرة، وأقيم له تمثال في ميدان باب الشعرية (حيث نشأ) لتخليد ذكراه، كما تقيم دار الأوبرا المصرية حلقات سلسلة وهابيات  والتي أقيمت على المسرح المكشوف بدار الأوبرا في يوليه 2020. كانت أغنية «يا مسافر وحدك» الهام لبعض مخرجي السينما المصرية، حيث قدم المخرج الشاب شادى حسين أبو شادى فيلم قصير تحت عنوان «يا مسافر وحدك» في 2010، وقدم المخرج محمد خان في عام 2007 جزء من الأغنية ضمن أحداث فيلم «في شقة مصر الجديدة» تسمعها بطلة الفيلم غادة عادل وهي مسافرة من القاهرة بعد قصة حب لم تكتمل.

## كلمات الأغنية
يا مسافر وحدك
يا مسافر وحدك وفايتني
ليه تبعد عني وتشغلني
ودعني من غير ما تسلم وكفاية قلبي أنا مسلم
دي عينيه دموعها دموعها بتتكلم
يا مسافر وحدك وفايتني
ليه تبعد عني وتشغلني
على نار الشوق أنا حاستنى واصبر قلبي واتمنى
على بال ما تجيني
على بال ما تجيني واتهنى
طمعني بقربك آه  واوعدني
يا مسافر وحدك وفايتني
ليه تبعد عني وتشغلني
خايف لا الغربة تحلالك والبعد يغير أحوالك
خليني دايما دايما على بالك
يا مسافر وحدك وفايتني
ليه تبعد عني وتشغلني
مهما كان بعدك حيطول انا قلبي عمره ما يتحول
حافتكرك أكثر م الأول اكتر م الأول
بس أنت اياك تبقى فاكرني
يا مسافر وحدك وفايتني
ليه تبعد عني وتشغلني

## وصلات خارجية
https://www.youtube.com/watch?v=RHh9jSsOnN8 يا مسافر وحدك (أغنية)
https://www.youtube.com/watch?v=sBCMPcHtOII يا مسافر وحدك (أغنية)
https://www.youtube.com/watch?v=nUHVmU7MIZk يا مسافر وحدك (أغنية)
https://www.youtube.com/watch?v=lHjI6ROugiQ يا مسافر وحدك (أغنية)